# パレート効率性
パレート効率性（パレートこうりつせい、英: Pareto efficiency）は、経済学（ミクロ経済学）の中でも資源配分に関する概念のひとつ。パレート最適（英: Paretian optimum）ともいう。イタリアの経済学者であり社会学者のヴィルフレド・パレート（Vilfredo Federico Damaso Pareto、1848 - 1923）がこれを提唱した。

## 定義と意味
ある集団が、1つの社会状態（資源配分）を選択するとき、集団内の誰かの効用（満足度）を犠牲にしなければ他の誰かの効用を高めることができない状態を、「パレート効率的 (Pareto efficient)」であると表現する。また、誰の効用も犠牲にすることなく、少なくとも一人の効用を高めることができるとき、新しい社会状態は前の社会状態をパレート改善 (Pareto improvement) するという。言い換えれば、パレート効率的な社会状態とは、どのような社会状態によっても、それ以上のパレート改善ができない社会状態のことである。
ここで、パレート効率性の意味を考えるための簡単な例として、以下の状況を考える。
- AさんとBさんがケーキを2人で分けようとしている。
- AさんもBさんも、ケーキを食べれば食べるほど効用が高まるとする。
- ケーキを2人に取り分けた後、まだケーキが余っている。

この状況は、パレート効率的ではない。なぜなら、余ったケーキをさらに分けると、両者の効用を低下させることなく、少なくともどちらかの効用を高められるからである。
パレート効率性は、社会状態を評価する一つの基準ではあるが、唯一の基準ではない。例えば、上の例において、ケーキをすべてAさんが消費し、Bさんはケーキをまったく消費しない状態を考えてみる。この配分は、パレート効率な社会状態となる。このような配分は、公平性の観点から見れば問題があると考えられる。

## 競争均衡とパレート効率性
外部性や公共財が存在しない経済におけるパレート効率性と競争均衡配分の関係について述べた2つの定理は、厚生経済学の基本定理とよばれる。
厚生経済学の第一基本定理は、消費者の選好が局所非飽和性を満たせば、競争均衡によって達成される配分はパレート効率的である、というものである。局所非飽和性とは、どんなにわずかにでも消費量の増減が許されるならば、より好ましい消費量を実現できるという仮定である。
また厚生経済学の第二基本定理とは、局所非飽和性に消費者の選好や生産者の技術の「凸性」などのしかるべき条件を追加すれば、「任意のパレート効率的配分は、（一括固定税・一括補助金などで）適当な所得分配を行うことによって競争均衡配分として実現可能である」というものである。
第一定理から、外部性や公共財が存在しない経済においては、競争市場を整備さえすればパレート効率を目標とする政策を考える必要性は含まれていない。しかし、外部性や公共財が存在する経済においては競争市場がパレート効率を達成しない市場の失敗が問題にされる。

## 補償原理とパレート効率性
現実の経済政策を考えると、誰かの効用を犠牲にして他の誰かの効用を改善するというケースが多く、すべての人の効用を高めるというパレート改善に基づくパレート基準からは、こうした政策の正否を判断することはできない。補償原理とは、仮想的に財の移転する可能性を考えることによって、パレート基準を拡張する試みである。補償原理には、カルドア基準、ヒックス基準、シトフスキー基準といったものがあり、それぞれの間の論理的な関係が明らかにされている。